# Escadron d'entraînement 3/8 Côte d'Or
L'escadron d'entraînement 3/8 Côte d'Or est une unité de l'armée de l'air française. Équipé d'Alphajet, il est composé de deux escadrilles actuellement installées sur la base aérienne 120 Cazaux. Ses avions portent des codes allant de 8-FA à 8-FP. L'unité est parrainée par le Conseil Général de la Côte-d'Or depuis le 25 octobre 1996.

Depuis le 25 août 2015 l'escadron fait partie de la 8e Escadre de chasse reformée le même jour sur la base de Cazaux.

## Historique

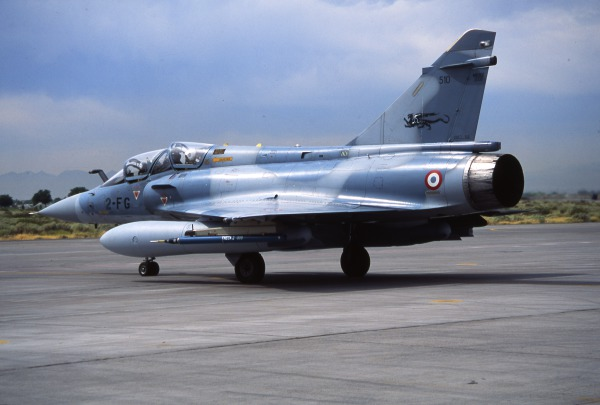
Un Mirage 2000B du 2/2 Côte d'Or le 23 juin 1992.

En septembre 1933, le Groupe II/2 est créé à Tours à partir des escadrilles SPA57 et SPA65. Il participe activement à la bataille de France sur Morane-Saulnier MS.406 avant d'être dissout le 20 août 1940 à Nîmes.
L'escadron de chasse 3/2 Côte-d'Or est créé en octobre 1949 au sein de la 2e escadre de chasse, à Dijon, à partir des escadrilles SPA31 et SPA 94. Le 30 octobre 1950 les escadrilles SPA31 et SPA94 sont remplacées par les SPA57 et SPA65, reprenant ainsi les traditions du Groupe II/2.
Devenu EC 2/2 en mai 1951, l'unité s'équipe d'Ouragan en 1953, puis de Mystère IVA en 1956, avant d'être finalement dissoute en 1957.

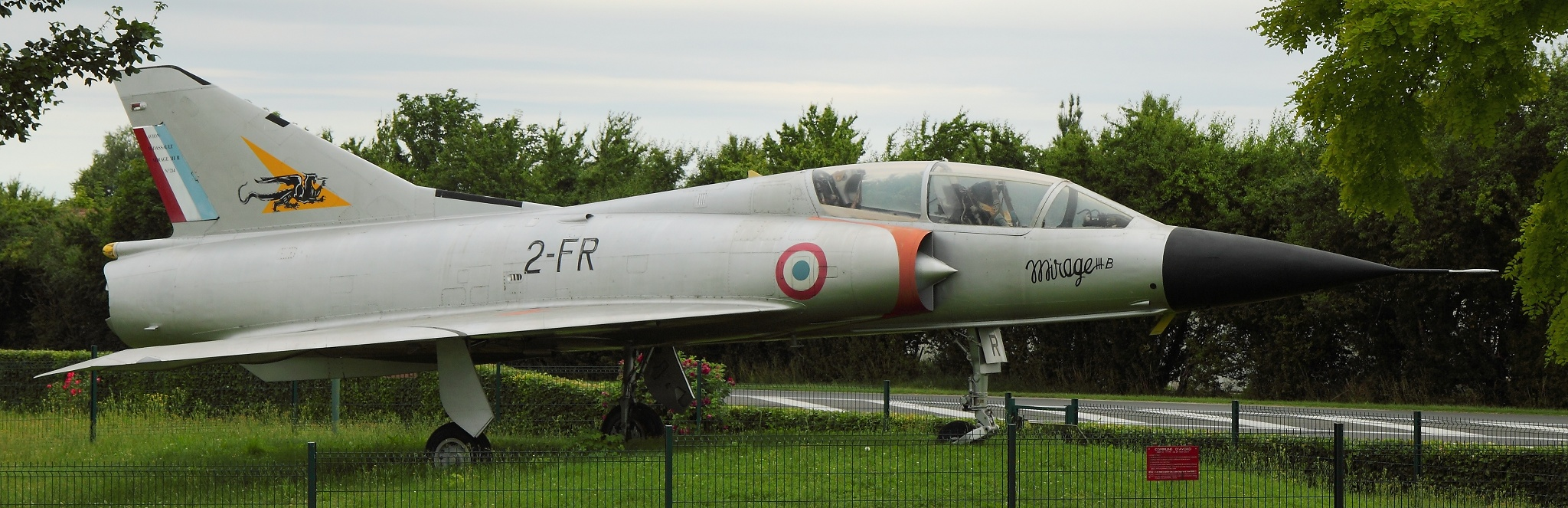
Mirage IIIB conservé à Avord aux couleurs du 2/2 Côte d'Or

L'escadron renaît en avril 1965 sur Mirage III C. Il est chargé dès l'année suivante de la transformation opérationnelle de tous les pilotes de chasse. Il reçoit alors des biplaces Mirage III B, tout en conservant quelques monoplaces. Il devient alors le CIMIR (Centre d'Instruction Mirage) 2/102 Côte d'Or puis ECT (Escadron de Chasse et de Transformation) 2/2 Côte d'Or.
En 1971, les Mirage III B sont complétés par des Mirage III BE. En 1972, pour permettre d'augmenter le nombre d'avions et donc le nombre de stagiaires, l'ECT 2/2 Côte-d'Or reçoit une troisième escadrille : la SPA 94. Les Mirage III C sont réformés en 1975 et remplacés, à partir de 1983 seulement, par 5 monoplaces Mirage III R cédés par la 33e escadre de reconnaissance.
En 20 ans, l'ECT 2/2 Côte d'Or aura formé 1527 pilotes sur Mirage III, dont 216 étrangers provenant des différents pays ayant acheté l'avion. En juin 1986, l'unité reprend son appellation d'escadron de chasse et passe sur Mirage 2000B tout en continuant sa mission de formation, toujours avec des stagiaires étrangers.

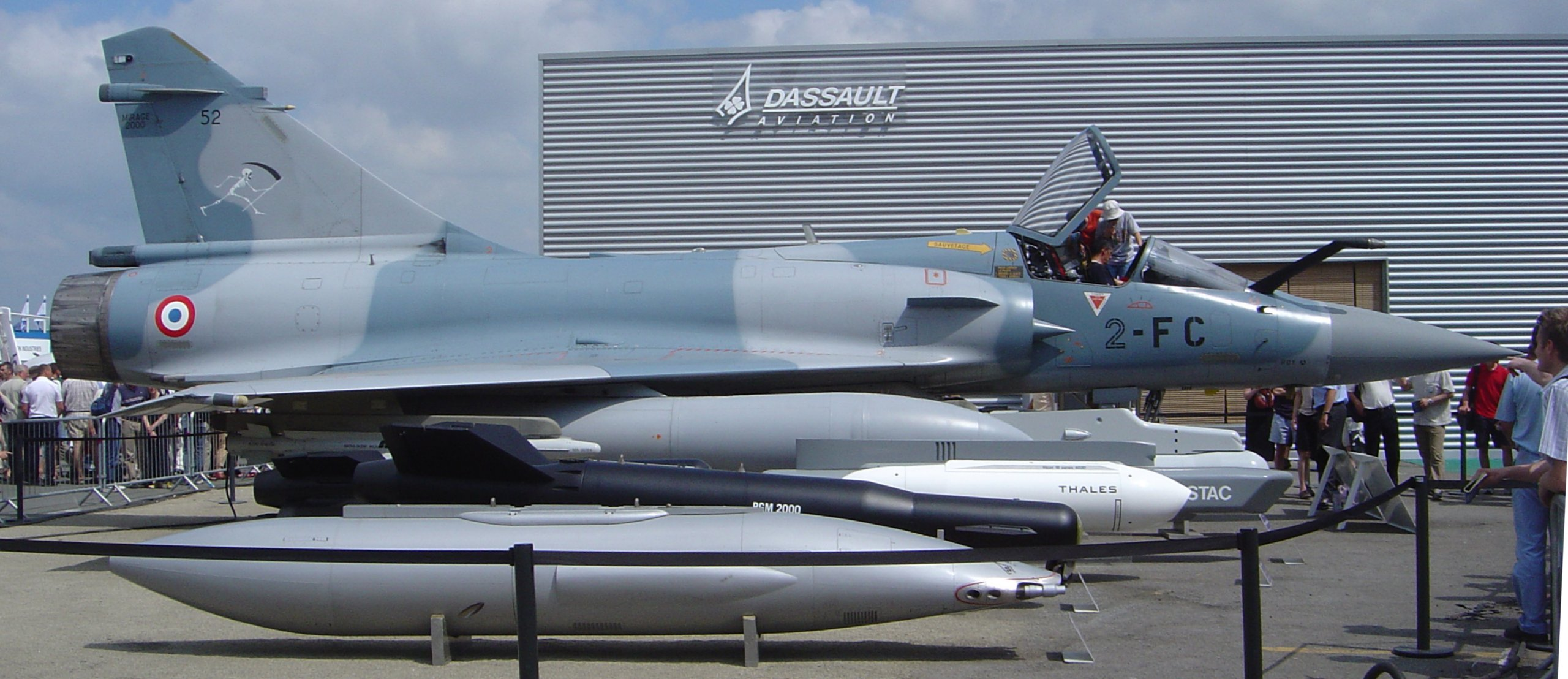
Un Mirage 2000 monoplace de l'EC 2/2 Côte d'Or (SPA 94)

En juillet 1998, l'escadron redevient une unité de combat et de reçoit des Mirage 2000 : d'abord des 2000C/RDI puis, dès l'année suivante, des 2000-5F. L'escadron est dissous le 7 septembre 2007. Ses traditions sont transférées vers l'escadron d'entraînement 5/2 Côte d'Or. Il comprenait alors une escadrille sur la base aérienne 102 Dijon-Longvic (SPA 65, avions codés 2-Fx) et une autre sur la base aérienne 113 Saint-Dizier-Robinson (SPA 57, avions codés 2-Px). Les deux escadrilles sont réunies à Dijon en juin 2008.
L'EE 5/2 « Côte d'Or » est équipé d'Alphajet destinés à l'entraînement au combat des escadrons de chasse et au soutien des Forces. Il contribue à deux fonctions du Livre Blanc : Protection et Intervention. Ses missions sont multiples : combat aérien (offensif ou défensif, VR ou BVR), appui feu rapproché (CAS au profit du CFAA ou des CPA 10, 20 et 30 et de l'EFCA), reconnaissance météo lors d'exercices majeurs, plastrons transfrontaliers dans le cadre de la police du ciel, remorquage de cible air-air lors des campagnes de tir canon, liaison aérienne rapide pour mise en place d'un personnel ou d'une pièce critique, étalonnage de radars et de systèmes sol-air, vols d'information au profit d'autorités civiles et militaires, initiation et aguerrissement de pilotes stagiaires en attente de transformation sur avion d'armes, reportage et appui photo, etc.
Ses avions sont entretenus par la division Alphajet de l'ESTA (Escadron de Soutien Technique Aéronautique) 2E.002.

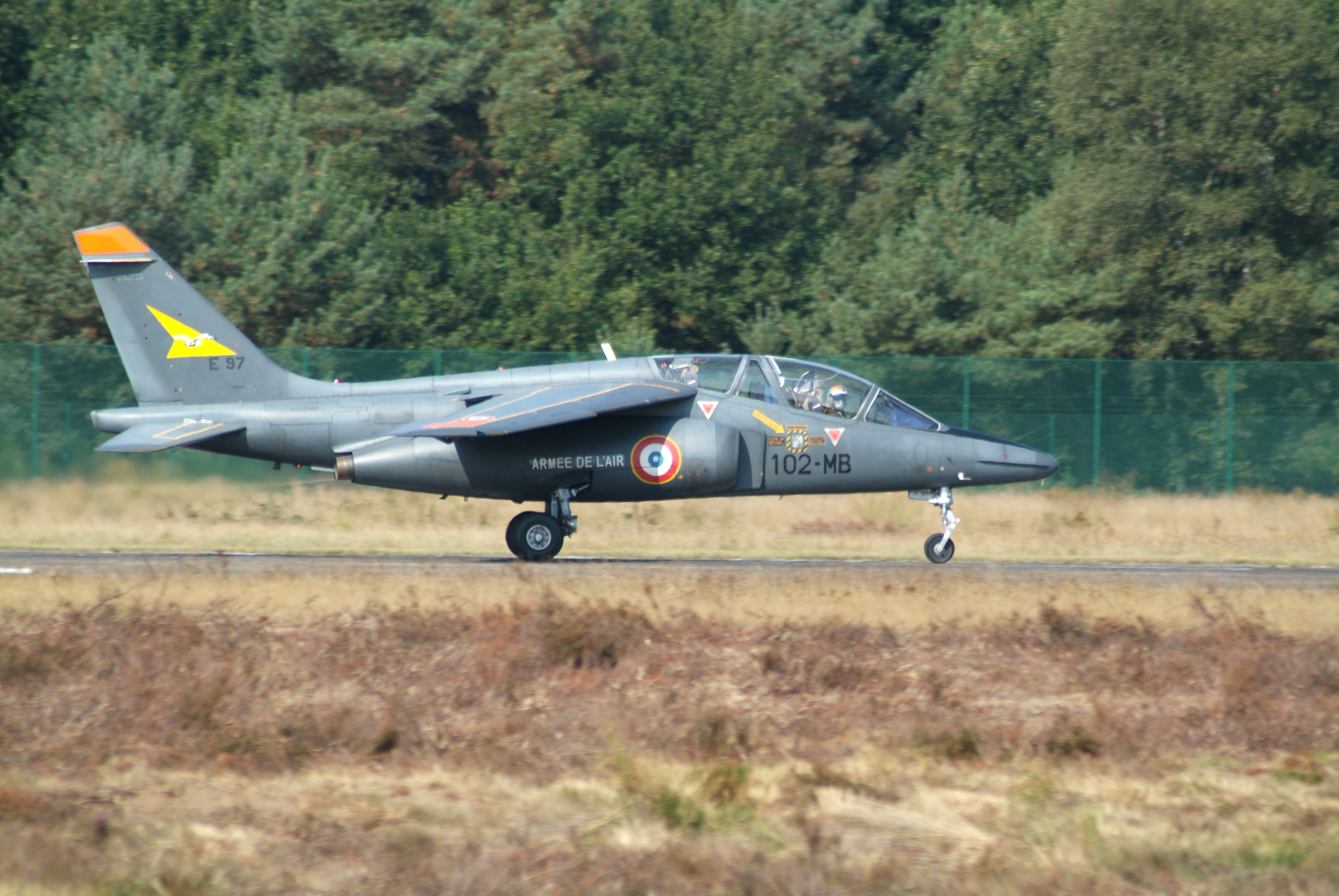
Alpha Jet du 5/2 Côte d'Or

Le 1er septembre 2009, l'unité retrouve sa numérotation mécanographique d'origine « 02.002 » car le groupe de travail « Traditions » de l'Armée de l'Air a estimé que les numéros le plus longtemps portés par une unité faisaient partie intégrante de son patrimoine de tradition.
En 2014, à la suite de la fermeture de la base aérienne de Dijon, l'escadron déménage à Cazaux.
L'escadron est incorporé à la 8e escadre de chasse recréée le 25 août 2015.
En 2016, l'unité reprend la dénomination d’Escadron de Chasse 3/8 Côte d'Or.
En août 2022, à la suite de la mise en sommeil de l'EC 2/8 "Nice", l'escadron récupère la mission de formation des élèves pilote du cursus Chasse orientés sur Alphajet.
La dernière promotion formée sur Alphajet effectue ainsi ses heures d'instruction jusqu'à l'été 2023, clôturant 47 ans de formation sur l'appareil et 59 ans de présence des stagiaires ETO à Cazaux.

## Escadrilles

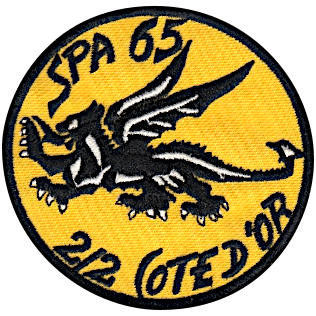
SPA 65 Chimère

- SPA 65 Chimère[6]
- SPA 57 Mouette

## Appellations
- Groupe de Chasse II/2 : 1er septembre 1933 - 20 août 1940
- Escadron de Chasse 3/2 Côte d'Or : 1er octobre 1949 - 30 avril 1951
- Escadron de Chasse 2/2 Côte d'Or : 1er mai 1951 - 31 mars 1966
- Centre d'Instruction Mirage 2/102 Côte d'Or : 1er avril 1966 - 31 octobre 1968
- Escadron de Chasse et de Transformation 2/2 Côte d'Or : 1er novembre 1968 - 26 juin 1986
- Escadron de Chasse 2/2 Côte d'Or : 27 juin 1986 - 7 septembre 2007
- Escadron d'Entraînement 5/2 Côte d'Or : 7 septembre 2007 - 31 août 2009
- Escadron d'Entraînement 2/2 Côte d'Or : 1er septembre 2009 - 2016
- Escadron d'Entraînement 3/8 Côte d'Or : depuis 2016

## Bases
- Base aérienne 102 Dijon-Longvic (1949 - 2014)
- Base aérienne 113 Saint-Dizier-Robinson (2007 - 2008)
- Base aérienne 120 Cazaux  (depuis 2014)

## Appareils
- De Havilland Vampire (1949-1953)
- Dassault Ouragan (1953-1955)
- Dassault Mystère IV (1955-1957)

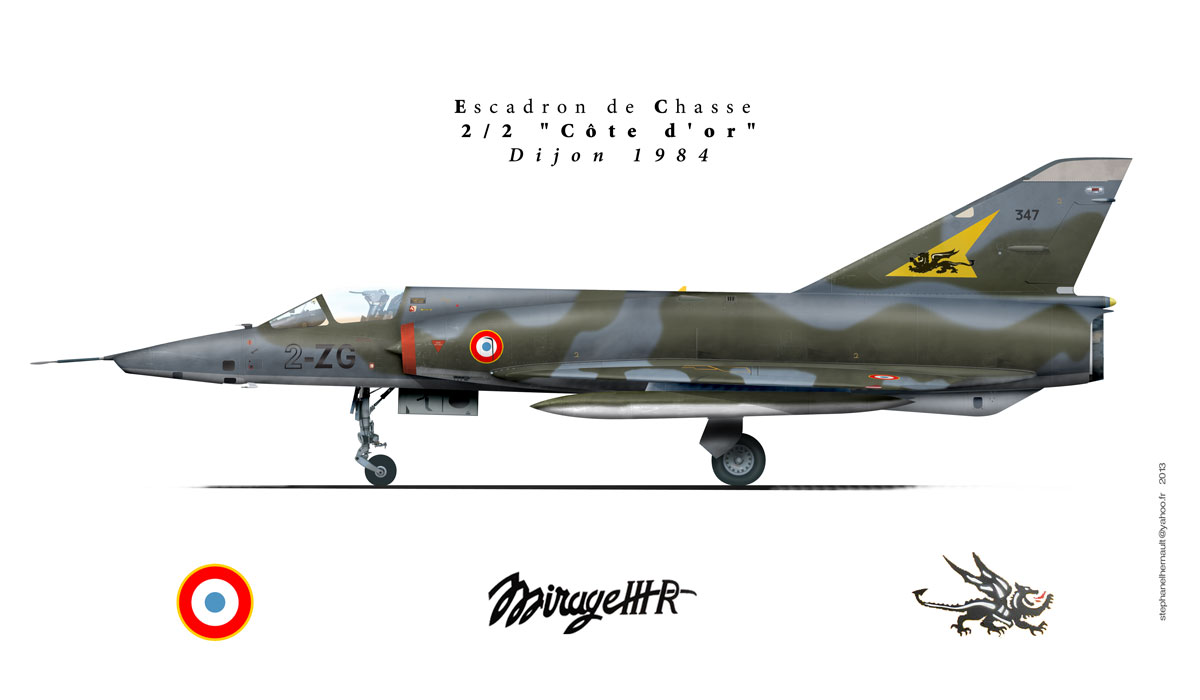
Mirage III R du 2/2

- Dassault Mirage IIIB, BE, C et R (1965-1986)
- Dassault Mirage 2000B et C (1986-1998)
- Dassault Mirage 2000-5F (1998-2007)
- Alphajet (depuis 2007)